# Адамовское (Калужская область)
Адамовское — деревня в Дзержинском районе Калужской области Российской Федерации.  Входит в состав сельского поселения «Деревня Никольское».

## Физико-географическое положение
Стоит на автодороге «Медынь—Кондрово». Рядом деревня Михеево  и город Кондрово.

## Население
| 2002 | 2010 |
| ---- | ---- |
| 65   | ↗80  |